# Wayne (Virgínia de l'Oest)
Wayne és una població dels Estats Units a l'estat de Virgínia de l'Oest. Segons el cens del 2000 tenia 1.105 habitants.

## Demografia
Segons el cens del 2000, Wayne tenia 1.105 habitants, 486 habitatges, i 322 famílies. La densitat de població era de 656,4 habitants per km².
Dels 486 habitatges en un 30% hi vivien nens de menys de 18 anys, en un 48,8% hi vivien parelles casades, en un 14% dones solteres, i en un 33,7% no eren unitats familiars. En el 31,3% dels habitatges hi vivien persones soles el 15,4% de les quals corresponia a persones de 65 anys o més que vivien soles. El nombre mitjà de persones vivint en cada habitatge era de 2,23 i el nombre mitjà de persones que vivien en cada família era de 2,77.
Per edats la població es repartia de la següent manera: un 22,6% tenia menys de 18 anys, un 9,6% entre 18 i 24, un 29% entre 25 i 44, un 22,4% de 45 a 60 i un 16,4% 65 anys o més.
L'edat mediana era de 37 anys. Per cada 100 dones de 18 o més anys hi havia 83,5 homes.
La renda mediana per habitatge era de 20.242 $ i la renda mediana per família de 24.750 $. Els homes tenien una renda mediana de 27.292 $ mentre que les dones 23.500 $. La renda per capita de la població era d'11.626 $. Entorn del 25,3% de les famílies i el 30,3% de la població estaven per davall del llindar de pobresa.

## Poblacions més properes
El següent diagrama mostra les poblacions més properes.